# Acanthodelta oblita
Acanthodelta oblita là một loài bướm đêm trong họ Noctuidae.